# 作曲をする若い女性
『作曲をする若い女性』（さっきょくをするわかいじょせい、蘭: Een jonge vrouw die muziek schrijft、英: A Young Woman Composing a Piece of Music）は、17世紀オランダ黄金時代の画家ハブリエル・メツーが1664年に板上に油彩で描いた絵画である。画面右側のドアの上に画家の署名が記されている。1768年にオラニエ公ウィレム5世のコレクションに入ったが、ナポレオン戦争中にフランス軍に接収され、1795-1815年の間、パリの中央美術館 (現在のルーヴル美術館) に展示されていた。作品は1816年に返還された後にはデン・ハーグのウィレム5世ギャラリーでの展示を経て、1822年以降、デン・ハーグのマウリッツハイス美術館に所蔵されている。

## 作品
メツーの生涯最後の数年間に描かれた絵画では、平穏さと豪奢さへの傾向が増していった。また、彼の緻密な技法はだんだんと硬く、乾いたものとなっていった。最晩年に描かれた本作のような作品は、都市に住む富裕層の余暇の生活という稀な情景を垣間見せてくれる。
音楽を作曲している若い女性が物思いにふけっているかのように前方を見つめている。彼女は、テーブルの背後にいる女性が奏でるリュート音楽の音符を書き留めようとしている。おそらく若い女性の賞賛者である男性が彼女の肩越しに覗き見ている。
室内は高価なトルコ絨毯で覆われたテーブルや、アムステルダムの市庁舎にある本物を真似た目立つマントルピースなどで豪華に装飾されている。マントルピースの上に掛けられている絵画は、嵐に翻弄される船を描いた海景画である。リュートは幸福な結婚を示唆しているのかもしれない。一方で、海景画は愛の危うさをほのめかしているのであろうか。